# Gorjanovićev profil
Gorjanovićev profil je geološki spomenik narave v Vukovarju, navpično lesno pobočje, odrezano z delovanjem Donave in edini geološki profil z ohranjenimi primerki tefre v Panonski kotlini. Na podlagi analize njegovih nahajališč je bilo ugotovljeno zaporedje podnebnih sprememb ob koncu zadnje ledene dobe. Ime je dobil po priznanem hrvaškem geologu in njegovem odkritelju Dragutinu Gorjanoviću-Krambergerju.
Vsebuje neprekinjeno vrsto nahajališč (nanosov) zadnjih sto tisoč let.